# Civilization II: Test of Time
Civilization II: Test of Time (укр. Цивілізація II: Перевірка часом) — комп'ютерна гра, розроблена MicroProse на основі Civilization II і видана в 1999 році. Головними відмінностями від оригінальної гри є оновлена графіка, можливість грати на кількох різних картах одночасно і 3 модифікації — фентезійна, науково-фантастична, а також розширена оригінальна з можливістю підкорення Альфи Центавра.

## Кампанії

### Оригінальна та розширена оригінальна кампанії
Test of Time включає оригінальну кампанію, що була присутня в Civilization II, з низкою невеликих змін. Особливо сильні зовнішні відмінності — у грі майже повністю перероблена графіка та з'явилася анімація юнітів. З'явилася також розширена оригінальна кампанія, в якій рожевий слот займає цивілізація центавріан(англ. Centaurians), що мешкають у системі Альфи Центавра, з якими вступає у війну гравець, який послав до Альфи Центавра космічний корабель (в оригінальній грі прибуття корабля відразу призводило до перемоги у грі). Гравець також може грати за інопланетян, але тоді доведеться довго чекати на прибуття землян.

### Науково-фантастична кампанія
Дія цієї кампанії відбувається в планетній системі реально існуючої зірки «Лаланд 21185» (англ. Lalande 21185) у сузір'ї Великої Ведмедиці. Відповідно до сюжету цієї кампанії, колоністи з другого корабля, спрямованого на Альфу Центавра, виявилися перекинуті невідомим артефактом за багато світлоліт у систему «Лаланд 21185» і здійснили аварійну посадку на Фунестісі, одній із планет цієї системи. Дія гри відбувається на 5 різних картах, серед яких Фунесіс, орбітальні платформи на його орбіті, планета Навмахія англ. Naumachia) та древні платформи у верхніх шарах газового гіганта Нони (англ. Nona). Також, з чистого випадку, одночасно на планету потрапив (теж ненароком) колоніальний корабель інопланетян (не центаврійців). Як і земні колоністи, інопланетяни поділяються на фракції.
Цікавою особливістю цієї кампанії є технології, які неможливо вивчити, допоки «щось не станеться». Наприклад, при попаданні на Нону, на гравця починають нападати загадкові кулясті механізми. Знищивши один із них, гравець отримує можливість вивчити їхню структуру відповідною технологією. Штучні платформи на Ноні також заслуговують на окреме вивчення.
Для перемоги у кампанії гравець-людина має побудувати корабель для повернення на Землю.

### Фентезійна кампанія
Дія фентезійної кампанії, заснованої на германо-скандинавській міфології, відбувається одночасно на 4 картах (поверхня землі, підземний світ, підводний світ та небо).
У сценарії 7 рас (ельфи, морські істоти, гобліни та інші). При цьому ельфи стартували на поверхні землі, гобліни – у підземному світі, морська раса – під водою.
Для цієї кампанії було випущено сценарій Мідгард (англ. Midgard), в якому для перемоги в сценарії необхідно побудувати величезну облогову машину для знищення божественної фортеці.